# Gisela Mauermayer
Gisela Mauermayer (München, 24 november 1913 – aldaar, 9 januari 1995) was een Duitse atlete, die in de jaren dertig tot de wereldtop behoorde bij het discuswerpen. In deze discipline werd ze olympisch kampioene, Europees kampioene en verbeterde zesmaal het wereldrecord. Ook was ze succesvol bij het kogelstoten en de meerkamp. Zo had ze dertien jaar lang het wereldrecord bij het kogelstoten in handen.

## Biografie

### Prestatiesport taboe voor vrouwen
Gisela Mauermayer groeide op in een tijd waarin vrouwen turnden in hooggesloten kleding en sierlijke gymnastiekoefeningen uitvoerden. Prestatiesport, waaronder atletiek, werd als onzedelijk beschouwd. Vrouwelijke pioniers in de prestatiesport werden door verontwaardigde mannen van de sportvelden verdreven.
Op haar dertiende startte Mauermayer bij TSV Neuhausen-Nymphenburg met de prestatiesport. Ze werd er getraind door Josef Zachmeier. Vrouwenatletiek was toen nog niet olympisch. Vrouwen trainden alleen achter heggen, of op plekken waar mannen niet konden komen.

### Eerste wereldrecords
Op haar negentiende nam Mauermayer voor het eerst de discus ter hand. De 38,46 m die ze daarmee gooide, was veelbelovend, maar niet sensationeel. In eerste instantie legde zij zich dan ook toe op kogelstoten en de vijfkamp en als deze onderdelen in die tijd al deel hadden uitgemaakt van het olympisch programma, was zij hierin misschien wel doorgegaan. Ze bleek in elk geval veel aanleg te hebben voor beide disciplines, want reeds in haar allereerste interland, Duitsland-Polen op 15 juli 1934, stootte zij de kogel naar de wereldrecordafstand van 14,38. Een maand later, bij de Vrouwen Wereldspelen in Londen, vestigde zij vervolgens ook een wereldrecord op de vijfkamp met 377 punten volgens de toenmalige tabel (kogelstoten: 13,44, verspringen: 5,51, 100 m: 13,0 s, hoogspringen: 1,52, speerwerpen: 32,90). Bovendien won zij er het kogelstoten met 13,67 en werd zij tweede bij het discuswerpen met 40,65.

### Goud op de OS van 1936
De grote ommekeer kwam in de winter van 1934/35. De Olympische Spelen in Berlijn kwamen naderbij en er was goud te winnen bij het discuswerpen. Op dit onderdeel concentreerde zij zich dus voortaan en dat had grote gevolgen in het jaar dat volgde. In juni 1935 slaagde Mauermayer er in om het wereldrecord discuswerpen in vier stappen en binnen 28 dagen van 44,34 op 2 juni te verbeteren tot 46,10 op 29 juni. Een maand later, op 25 augustus, rondde zij deze opmerkelijke ontwikkeling af met een vijfde wereldrecord van 47,12.
In het olympisch jaar 1936 zette zij deze progressie voort via een beste prestatie van 47,99 tot alweer een wereldrecord van 48,31, op 11 juli in Berlijn, kort voor de start van de Spelen. Mauermayer was een klasse apart geworden met de discus en dus de grote favoriete voor de gouden medaille op de Spelen in Berlijn. Die rol maakte ze volledig waar. Met een beste poging van 47,63, een olympisch record, versloeg ze de Poolse Jadwiga Wajsówna (zilver; 46,22) en haar landgenote Paula Mollenhauer (brons; 39,80).

### Ook goud op EK
Twee jaar later bevestigde Mauermayer haar superioriteit met de discus door ook op de Europese kampioenschappen in Wenen de gouden medaille te veroveren (43,20-43,58-42,94-40,29-40,11-44,80). Bovendien werd zij ook nog eens tweede bij het kogelstoten (13,27).
In 1942 - de Tweede Wereldoorlog was toen al enkele jaren aan de gang - zette ze een punt achter haar sportcarrière.

### Verdere leven
Van 1938 tot aan het einde van de Tweede Wereldoorlog was Gisela Mauermayer sportlerares bij een gymnasium in München. Op grond van haar naziverleden - ze was in 1932 op achttienjarige leeftijd lid geworden van de Nationaalsocialistische Duitse Arbeiderspartij - kreeg ze na de oorlog geen baan meer als lerares. Ze studeerde biologie en was van 1954 tot 1975 manager van de bibliotheek Zoologische Staatssammlung in München.

## Titels
- Olympisch kampioene discuswerpen - 1936
- Vrouwen Wereldspelen kampioene kogelstoten - 1934
- Vrouwen Wereldspelen kampioene vijfkamp - 1934
- Europees kampioene discuswerpen - 1938
- Universitair kampioene hoogspringen - 1935, 1937
- Universitair kampioene kogelstoten - 1937
- Universitair kampioene discuswerpen - 1935, 1937
- Duits kampioene kogelstoten - 1934, 1937, 1938, 1939, 1940, 1941, 1942
- Duits kampioene discuswerpen - 1934, 1935, 1936, 1937, 1938, 1939, 1940, 1941, 1942
- Duits kampioene slingerbalwerpen - 1935
- Duits kampioene vijfkamp - 1933, 1934, 1938

## Statistieken

### Persoonlijke records
| Onderdeel    | Prestatie     | Datum           | Plaats    |
| ------------ | ------------- | --------------- | --------- |
| hoogspringen | 1,56          | 1936            |           |
| verspringen  | 5,84          | 1938            |           |
| kogelstoten  | 14,38 (ex-WR) | 15 juli 1934    | Warschau  |
| discuswerpen | 48,31 (ex-WR) | 11 juli 1936    | Berlijn   |
| vijfkamp     | 418 (ex-WR)   | 16/17 juli 1938 | Stuttgart |

### Prestatie-ontwikkeling
| Jaar | hoogspringen | verspringen | kogelstoten | discuswerpen |
| ---- | ------------ | ----------- | ----------- | ------------ |
| 1932 | –            | –           | –           | 38,46        |
| 1933 | 1,53         | 5,38        | 12,90       | 38,75        |
| 1934 | 1,52         | 5,63        | 14,38       | 41,35        |
| 1935 | 1,53         | –           | 13,64       | 47,12        |
| 1936 | 1,56         | –           | –           | 48,31        |
| 1937 | 1,53         | 5,34        | 12,88       | 45,10        |
| 1938 | 1,56         | 5,84        | 13,62       | 48,18        |
| 1939 | 1,50         | 5,22        | 13,78       | 48,04        |
| 1940 | –            | –           | 14,04       | 45,94        |
| 1941 | –            | –           | 13,26       | 45,35        |
| 1942 | –            | –           | 13,27       | 44,98        |

### Wereldrecords
| Onderdeel    | Afstand | Datum            | Plaats     |
| ------------ | ------- | ---------------- | ---------- |
| kogelstoten  | 14,38 m | 15 juli 1934     | Warschau   |
| vijfkamp     | 377 p   | 11 augustus 1934 | Londen     |
| vijfkamp     | 418 p   | 17 juli 1938     | Stuttgart  |
| discuswerpen | 44,34 m | 2 juni 1935      | Ulm        |
| discuswerpen | 44,76 m | 4 juni 1935      | Neurenberg |
| discuswerpen | 45,53 m | 23 juni 1935     | München    |
| discuswerpen | 46,10 m | 29 juni 1935     | Jena       |
| discuswerpen | 47,12 m | 25 augustus 1935 | Dresden    |
| discuswerpen | 48,31 m | 11 juli 1936     | Berlijn    |

## Palmares

### discuswerpen
- 1934:  Duitse kamp. - 38,26 m
- 1934:  Vrouwen Wereldspelen - 40,65 m
- 1935:  Duitse kamp. - 44,63 m
- 1935:  International University Games - 44,93 m
- 1936:  Duitse kamp. - 48,31 m (WR)
- 1936:  OS - 47,63 m (OR)
- 1937:  Duitse kamp. - 43,24 m
- 1937:  International University Games - 44,17 m
- 1938:  Duitse kamp. - 48,18 m
- 1938:  EK - 44,80 m
- 1939:  Duitse kamp. - 46,79 m
- 1940:  Duitse kamp. - 45,94 m
- 1941:  Duitse kamp. - 42,63 m
- 1942:  Duitse kamp. - 43,60 m

### hoogspringen
- 1935:  International University Games - 1,50 m
- 1937:  International University Games - 1,53 m

### verspringen
- 1935:  International University Games - 5,56 m ?
- 1937:  International University Games - 5,34 m

### kogelstoten
- 1934:  Duitse kamp. - 13,40 m
- 1934:  Vrouwen Wereldspelen - 13,67 m
- 1937:  Duitse kamp. - 12,88 m
- 1937:  International University Games - 12,55 m
- 1938:  Duitse kamp. - 13,62 m
- 1938:  EK - 13,27 m
- 1939:  Duitse kamp. - 13,53 m
- 1940:  Duitse kamp. - 13,20 m
- 1941:  Duitse kamp. - 12,94 m
- 1942:  Duitse kamp. - 13,27 m

### vijfkamp
- 1933:  Duitse kamp. - 357 p
- 1934:  Duitse kamp. - 335 p
- 1934:  Vrouwen Wereldspelen - 377 p (WR)
- 1938:  Duitse kamp. - 418 p

1928: Halina Konopacka ·
1932: Lillian Copeland ·
1936: Gisela Mauermayer ·
1948: Micheline Ostermeyer ·
1952: Nina Romasjkova ·
1956: Olga Fikotová ·
1960: Nina Romasjkova ·
1964: Tamara Press ·
1968: Lia Manoliu ·
1972: Faina Melnik ·
1976: Evelin Schlaak ·
1980: Evelin Jahl ·
1984: Ria Stalman ·
1988: Martina Hellmann ·
1992: Maritza Martén ·
1996: Ilke Wyludda ·
2000: Ellina Zvereva ·
2004: Natalja Sadova ·
2008: Stephanie Brown-Trafton ·
2012: Sandra Perković ·
2016: Sandra Perković ·
2020: Valarie Allman ·
2024: Valarie Allman
- Gemeinsame Normdatei: 116853670
- World Athletics: 14558039
- International Standard Name Identifier: 0000 0000 1026 0798
- Nationale Bibliotheek van Polen: a0000002525121
- Nederlandse Thesaurus van Auteursnamen: 292681011
- SNAC: w6015b3j
- Virtual International Authority File: 54910972
- WorldCat: E39PBJxhjC7gHtj4KqJQrFjV4q